# Limnophora fasciata
Limnophora fasciata este o specie de muște din genul Limnophora, familia Muscidae, descrisă de Wu în anul 1988. Conform Catalogue of Life specia Limnophora fasciata nu are subspecii cunoscute.